# Ezra Cleveland
Ezra Cleveland (Spanaway, 8 maggio 1998) è un giocatore di football americano statunitense che milita nel ruolo di offensive tackle per i Jacksonville Jaguars della National Football League (NFL).

## Carriera universitaria
Cleveland giocò a football con i Boise State Broncos dal 2016 al 2019. Dopo avere passato la sua prima stagione come redshirt, poteva cioè allenarsi con la squadra ma non scendere in campo, divenne titolare nel 2017. Nel corso della sua carriera disputò come titolare 40 partite, venendo inserito per due volte nella formazione ideale della Mountain West Conference. Dopo la stagione 2019 decise di passare tra i professionisti.

## Carriera professionistica

### Minnesota Vikings
Cleveland fu scelto nel corso del secondo giro (58º assoluto) del Draft NFL 2020 dai Minnesota Vikings. Debuttò come professionista subentrando nella gara del secondo turno contro gli Indianapolis Colts. La sua stagione da rookie si chiuse con 13 presenze, di cui 9 come titolare.

### Jacksonville Jaguars
Il 31 ottobre 2023 Cleveland fu scambiato con i Jacksonville Jaguars per una scelta del sesto giro del Draft NFL 2024.